# Melissa Hoskins
Melissa Hoskins (1991. február 24. – 2023. december 31.) ausztrál pálya- és országúti kerékpáros.
A 2012-es Tour of Chongming Island versenyen az összetett élén végzett. Tagja volt az ausztrál pályakerékpáros üldözőcsapatnak, amely a 2012-es nyári olimpián a negyedik, a 2016-os olimpián az ötödik helyen végzett. 
Hoskins 2017. május 2-án bejelentette, hogy visszavonul a profi kerékpározástól.
2023. december 31-én halt meg, miután elütötte egy jármű, amelyet állítólag férje, Rohan Dennis kerékpáros vezetett.